# Смертельний викуп
Смертельний викуп (англ. Deadly Ransom) — американський бойовик 1998 року.

## Сюжет
На карнавалі в Ріо банда «Сірого вовка» викрадає президента світового банку містера Мерліна і його дочку Джекі. Ватажок банди, наркоман Боббі Ріко, колишній брокер містера Мерліна, що знаходиться в розшуку за шахрайство на ринку цінних паперів, призначає викуп в 50 мільйонів доларів. Морський піхотинець Макс Ліхтнер об'єднується з агентом ФБР Луїсом, щоб врятувати свою наречену Джекі. Але скоро стає відомо, що Ріко викрав містера Мартіна з інших причин, ніж просте вимагання грошей.

## У ролях
| Актор              | Роль          |
| ------------------ | ------------- |
| Лорен Аведон       | Макс Ліхтнер  |
| Ліза Кросато       | Джекі         |
| Брайон Джеймс      | Боббі Ріко    |
| Джон Епрі          | містер Мерлін |
| Клейтон Дж. Барбер | моряк 1       |
| Тера Хендірксон    | Ліла          |
| Сідні С. Ліуфау    | Бруно         |
| Лоуренс Лоу        |               |
| Медісон Мейсон     |               |
| Джей Джей Перрі    | Тоні          |
| Франческо Квінн    | Луїс Мендес   |
| Майк Сабатіно      |               |
| Аллен Скотт        |               |